# Барбара Стенвік
Ру́бі Ке́трин Сті́венс (англ. Ruby Catherine Stevens, *16 липня 1907, Нью-Йорк — †20 січня 1990), відома як Ба́рбара Сте́нвік (англ. Barbara Stanwyck) — американська акторка театру, кіно й телебачення, модель та сценаристка з 60-річною кар'єрою в шоубізнесі. Пік акторської популярности припав на 1930-1940-х. Лауреатка премій Золотий глобус, Еммі, почесної премії Оскар, нагороди Гільдії кіноакторів США. 12-та у рейтингу найкращих американських кіноакторок за останні 100 років Американського інституту кіномистецтв. Відзначена зіркою на Алеї слави Голлівуду.

## Життєпис
Стенвік виросла у дитячому притулку в Брукліні. У 13 років почала самостійно заробляти на життя, у 15 років стала моделлю й однією з дівчат Зігфілда на Бродвеї. 
У 1927 дебютувала у кіно в німому фільмі. Протягом своєї кінокар'єри знялася у 100 фільмах. Чотириразова номінантка Оскара. Часто знімалася у вестернах, фільмах «нуар». 
Найбільш вдало Стенвік виступала в амплуа фатальних жінок та злочинниць. Її героїня Філліс Дітріхсон із фільму «Подвійна страховка» («Double Indemnity») посідає 8 місце у рейтингу «Сто героїв і негідників» (2003) американського інституту кіномистецтв, № 98 у рейтингу журналу Premiere Magazine «100 Greatest Performances of All Time list (2006)» та № 58 «100 Greatest Movie Characters of All Time»
Часто співпрацювала з режисерами Сесилом Б. ДеМіллем, Фрицом Лангом і Френком Капрою. 
Після завершення кінокар'єри у 1986 році займалася благодійністю. 
Померла 1990 року від серцевої недостатності. Була одружена двічі, власних дітей не мала, 1932 року усиновила хлопчика.

## Фільмографія
- 1983: Ті, що співають у терні — Мері Карсон
- 1973: Листи — Geraldine Parkington
- 1971: Смак зла — Miriam Jennings
- 1970: Будинок, який не загине — Ruth Bennett
- 1965—1969: Велика долина — Вікторія Барклі
- 1964: Підсобний робітник — Maggie Morgan
- 1964: Calhoun: County Agent
- 1964: Той, що приходить вночі — Irene Trent
- 1962: Прогулянка по дикому шляху — Джо Кортні
- 1957: Сорок рушниць — Jessica Drummond
- 1957: Злочин пристрасті — Kathy Ferguson Doyle
- 1957: Сержант Гук — Cora Sutliff
- 1956: Завжди є завтра — Norma Miller Vale
- 1956: Королева бродяг — Kit Banion
- 1956: Ці дикі роки — Ann Dempster
- 1955: Жорстокі люди — Martha Wilkison
- 1955: Втеча в Бірмі — Gwen Moore
- 1954: Свідок вбивства — Cheryl Draper
- 1954: Представницький люкс — Julia O. Treadway
- 1954: Королева худоби з Монтани — Sierra Nevada Jones
- 1953: Титанік — Julia Sturges
- 1953: Все, що я бажаю — Naomi Murdock
- 1953: Небезпека — Helen Stilwin
- 1953: Сумісник — Rela
- 1953: Подув вітру — Marina Conway
- 1952: Сутичка вночі — Mae Doyle D'Amato
- 1951: Людина з плащем — Lorna Bounty
- 1950: Фурії — Vance Jeffords
- 1950: Справа Тельми Джордон як Thelma Jordon
- 1950: No Man of Her Own — Helen Ferguson / Patrice Harkness
- 1950: Задовольнити даму — Regina Forbes
- 1949: Іст-Сайд, Вест-Сайд — Jessie Bourne
- 1949: Азартна леді— Joan Boothe
- 1948: Вибачте, невірний номер — Leona Stevenson
- 1948: Дочка Б. Ф. — Pauline 'Polly'/'Pol' Fulton
- 1947: Інша любов — Karen Duncan
- 1947: Помилкова тривога — Sandra Marshall
- 1947: Дві місіс Керолл — Sally Morton Carroll
- 1946: Моя репутація — Jessica Drummond
- 1946: Каліфорнія — Lily Bishop
- 1946: Дивне кохання Марти Айверс — Martha Ivers
- 1946: Наречена в чоботях — Sally Warren
- 1945: Різдво в Коннектикуті — Elizabeth Lane
- 1944: Подвійна страховка — Phyllis Dietrichson
- 1943: Леді бурлеску — Dixie Daisy
- 1943: Плоть і фантазія — Joan Stanley
- 1942: Веселі сестри — Fiona Gaylord
- 1942: Леді великої людини — Hannah Sempler
- 1941: «Леді Єва» / (The Lady Eve) — Jean Harrington/Lady Eve Sidwich
- 1941: Знайомтесь Джон Доу — Ann Mitchell
- 1941: Живчик — Katherine 'Sugarpuss' O'Shea
- 1941: Ви належите мені — Helen Hunt
- 1940: Запам'ятай ніч —Lee Leander
- 1939: Золотий хлопчик — Lorna Moon
- 1939: Union Pacific — Mollie Monahan
- 1938: Прощай назавжди — Margot Weston
- 1938: Божевільна місс Ментон — Melsa Manton
- 1937: Стелла Даллас — Stella Martin 'Stell' Dallas
- 1937: Ви можеете не брати гроші — Janet Haley
- 1937: This Is My Affair — Lil Duryea
- 1937: Сніданок для двох — Valentine 'Val' Ransome
- 1936: Братова дружина — Rita Wilson Claybourne
- 1936: Наечена виходить — Carolyn Martin
- 1936: Послання до Ґарсії — Raphaelita Maderos
- 1936: Banjo on My Knee — Pearl Holley
- 1936: Плуг та зірки — Nora Clitheroe
- 1935: Енні Оклі — Annie Oakley
- 1935: Червоний салют — Drue Van Allen
- 1935: Жінка в червоному — Shelby Barret Wyatt
- 1934: Таємнича наречена — Ruth Vincent
- 1934: Загублена леді — Marian Ormsby Forrester
- 1934: Азартна леді — Jennifer 'Lady' Lee
- 1933: Личко — Lilly Powers Trenholm
- 1933: Леді, про яких говорять — Nan Taylor, як Nan Ellis, як Pani Andrews
- 1933: Назавжди в моєму серці — Mary Archer Wilbrandt
- 1933: Гіркий чай генерала Йєна — Megan Davis
- 1932: Такий великий! — Selina Peake De Jong
- 1932: Купівельна ціна — Joan Gordon
- 1932: Банальний — Kitty Lane
- 1932: Заборонене — Lulu Smith/66
- 1931: Чудова дівчина — Florence 'Faith' Fallon
- 1931: Нічна доглядальниця — Lora Hart
- 1931: Танець за 10 центів — Barbara O'Neill
- 1931: Недозволене — Anne Vincent Ives
- 1930: Леді дозвілля — Kay Arnold
- 1929: Мексиканська троянда — Mexicali Rose
- 1929: Закриті двері — Енн Картер
- 1927: Бродвейські ночі — танцівниця (в титрах не вказана)